# Galeodes marginatus
Galeodes marginatus är en spindeldjursart som beskrevs av Roewer 1961. Galeodes marginatus ingår i släktet Galeodes och familjen Galeodidae. Inga underarter finns listade i Catalogue of Life.